# Francesco Matarazzo
Francesco Antonio Maria Matarazzo (Castellabate, 9 de marzo de 1854 - São Paulo, 10 de febrero de 1937) fue un comerciante, industrial, banquero y filántropo ítalo brasileño. Fue el fundador de las Indústrias Reunidas Fábrica Matarazzo, el mayor complejo industrial de América Latina de inicios del siglo XX. Era conocido como Francisco Matarazzo, conde Francisco Matarazzo, conde Matarazzo o, simplemente, conde Fracesco.
En su tierra natal trabajaba como agricultor e la propiedad de su familia, cuya administración asumió luego de la muerte de su padre. En 1881 migró para el entonces Imperio del Brasil, convirtiéndose en vendedor y luego en empresario. Murió siendo el hombre más rico del Brasil y el italiano más rico del mundo entero con una fortuna estimada en veinte billones de dólares estadounidenses. La riqueza producida por sus industrias superó el PBI de cualquier estado brasileño con excepción del estado de São Paulo. 
La importancia de Francesco Matarazzo para el escenario económico brasileño sólo es comparabale al que tuvo el Vizconde de Mauá durante el Segundo Reinado del Imperio Brasileño habiendo sido uno de los hitos en la modernización del país.
Francesco Matarazzo murió São Paulo el 10 de diciembre de 1937 luego de una crisis de uremia. Fue sepultado en el mausoleo de su familia el Cementerio de la Consolación el mismo que es considerado la tumba más grande América Latina.